# Hertz Recording Studio
Das Hertz Recording Studio ist ein polnisches Tonstudio in Białystok. Es ist auf Abmischung, Mastering und Aufnahme spezialisiert und wird von den Brüdern Sławek und Wojtek Wiesławscy betrieben. Die Hauptkundschaft besteht aus Metal-Bands.

## Geschichte
Das Tonstudio wurde im Jahr 1999 von Sławek und Wojtek Wiesławscy gegründet. Diese sind auch für die Produktion zuständig. In den Hertz Recording Studios wird die Abmischung, das Mastering und die Aufnahme von Werken verschiedener Künstler. Zu den bekanntesten Kunden gehören die polnischen Bands Vader, Decapitated, Behemoth, Sceptic und Hate.
Seit 2005 haben die Brüder Wieslawski regelmäßig mit der Band Vader zusammengearbeitet. Die Formation nahm unter anderem das Mini-Album The Art of War (2005), die Compilation XXV (2008) sowie die Alben Impressions in Blood (2006) und Necropolis (2009) auf, die beide für den Fryderyk Award nominiert wurden. Im Februar 2010 erhielten die Wieslawski-Brüder eine Fryderyk-Nominierung in der Kategorie Musikproduktion des Jahres für ihr Album Evangelion by Behemoth.

## Kunden und Werke (Auswahl)
| VÖ-Jahr | Band              | Album                                                                                       | Prozess                             |
| ------- | ----------------- | ------------------------------------------------------------------------------------------- | ----------------------------------- |
| 2004    | Abused Majestye   | Serpenthrone                                                                                | Aufnahmen, Abmischung und Mastering |
| 2011    | Ancient Ascendant | The Grim Awakening                                                                          | Aufnahmen, Abmischung und Mastering |
| 2003    | Anima Damnata     | Agonizing Journey Through the Burning Universe and Transcendental Ritual of Transfiguration | Aufnahmen, Abmischung und Mastering |
| 2011    | Arafel            | For Battles Once Fought                                                                     | Aufnahmen, Abmischung und Mastering |
| 2002    | Asgaard           | XIII voltum lunae                                                                           | Aufnahmen, Abmischung und Mastering |
| 2001    | Azarath           | Demon Seed                                                                                  | Aufnahmen, Abmischung und Mastering |
| 2010    | Behemoth          | Evangelia heretika (DVD)                                                                    | Abmischung und Mastering            |
| 2009    | Besatt            | Demonicon                                                                                   | Aufnahmen, Abmischung und Mastering |
| 2008    | Bloodwritten      | Iniquity Intensity Insanity                                                                 | Aufnahmen, Abmischung und Mastering |
| 2004    | Bright Ophidia    | Red Riot                                                                                    | Aufnahmen, Abmischung und Mastering |
| 2004    | Crionics          | Armageddon’s Evolution                                                                      | Aufnahmen, Abmischung und Mastering |
| 2004    | Decapitated       | The Negation                                                                                | Aufnahmen, Abmischung und Mastering |
| 2006    | Deivos            | Emanation from Below                                                                        | Aufnahmen, Abmischung und Mastering |
| 2005    | Devilyn           | XI                                                                                          | Aufnahmen, Abmischung und Mastering |
| 2002    | Dies Irae         | The Sin War                                                                                 | Aufnahmen, Abmischung und Mastering |
| 2004    | Disloyal          | The Kingdom of Plague                                                                       | Aufnahmen, Abmischung und Mastering |
| 2005    | Dissenter         | Furor arma ministrat                                                                        | Aufnahmen, Abmischung und Mastering |
| 2008    | Emeth             | Telesis                                                                                     | Aufnahme, Abmischung und Mastering  |
| 2010    | Hate              | Erebos                                                                                      | Aufnahme, Abmischung und Mastering  |
| 2010    | Hour of Penance   | Paradogma                                                                                   | Aufnahme, Abmischung und Mastering  |
| 2007    | Kronos            | The Hellenic Terror                                                                         | Aufnahme, Abmischung und Mastering  |
| 2005    | Lost Soul         | Chaostream                                                                                  | Aufnahme, Abmischung und Mastering  |
| 2003    | Sceptic           | Unbeliever’s Script                                                                         | Aufnahme, Abmischung und Mastering  |
| 2010    | Trauma            | Archetype of Chaos                                                                          | Aufnahme, Abmischung und Mastering  |
| 2010    | UnSun             | Clinic for Dolls                                                                            | Aufnahme, Abmischung und Mastering  |
| 2010    | Vader             | Necropolis                                                                                  | Aufnahme                            |
| 2008    | Virgin Snatch     | Act of Grace                                                                                | Aufnahme, Abmischung und Mastering  |

Quelle: